# Schlager
Schlager (Schlag = "batida"; Schlager = "batedor" ou "batida", tradução direta da palavra inglesa hit) é um termo da língua alemã que se refere a um estilo de música popular que é prevalente na Europa Central e do Norte, em particular na Finlândia, Suécia, Dinamarca, Holanda, Suíça, Hungria, Áustria e Alemanha. 
As canções Schlager típicas são baladas doces e sentimentais, com melodia cativante. As letras geralmente falam sobre amor, relacionamentos e sentimentos. 
Em Portugal, este género de música foi adaptado à realidade portuguesa e muitos consideram que originou a chamada música pimba, ainda que esta tenha claras raízes no folclore português.